# Nhiệt hóa học
Nhiệt hóa học là ngành học nghiên cứu về nhiệt năng hóa học được sinh ra trong các phản ứng hóa học. Ngành học này là một ứng dụng của định luật thứ nhất nhiệt động lực học đối với những phản ứng hóa học đẳng nhiệt và đẳng áp. Nền tảng cơ bản của nhiệt hóa học là phương trình liên quan đến năng lượng của toàn bộ hệ thống:
Q = ΔH
Trong đó:
- Q là nhiệt lượng
- H là enthalpy